# Мадсен (пушкомитраљез)
Мадсенова аутоматска пушка (енгл. Madsen machine gun), први пушкомитраљез на свету, усвојен у наоружање данске војске 1902. године. Масовно коришћен у многим војскама све до краја Другог светског рата.

## Историја
Први пушкомитраљез на свету, Мадсен модел 1903 или Рексар (дан. Rexar) конструисао је дански инжињер Теодор Шубе (дан. Theodor Schouboe), по идеји артиљеријског официра (и каснијег министра одбране) Вилхелма Мадсена. Први експерименти са аутоматским оружјем започети су већ 1883, а прва функционална полуаутоматска пушка (коњички карабин) произведена је 1888. Прва аутоматска пушка (лаки митраљез), са оквиром за 10 метака, произведена је 1893, док је полуаутоматски карабин усавршен 1896. Први прави пушкомитраљез, Мадсен модел 1903, био је намењен за наоружање најмањих стрељачких јединица лаким и покретним аутоматским оружјем, погоднијим од тадашњих митраљеза (Максим, Хочкис) који су тежили више од 30 кг и захтевали посаду од 3-4 човека. Нешто усавршен, Мадсенов пушкомитраљез усвојиле су многе земље. У мањем броју употребљен је у Руско-јапанском рату (1904-1905), а масовно у Првом и Другом светском рату.

## Механизам дејства
Мадсенов пушкомитраљез је аутоматско оружје које ради на принципу кратког трзања цеви. Аутоматска паљба постиже се притиском барутних гасова, преко дна чауре, непосредно на чело затварача, који  се брави на цев. Под дејством силе барутних гасова првог опаљеног метка, цев и затварач се трзају уназад заједно, а затим се затварач раздваја (одбрављује) при крају истицања барутних гасова из цеви и у свом даљем кретању уназад извлачи и избацује чахуру, запиње ударну иглу и сабија повратну опругу. За то време цев се, под дејством своје повратне опруге, враћа у првобитни положај. Враћајући се напред (под утицајем своје повратне опруге), затварач захвата следећи метак из оквира, пуни и затвара цев, забрављује се и опаљује следећи метак.

## Употреба

### Корисници
Мадсен је био један од најранијих лаких митраљеза. Производио се у различитим моделима и калибрима и продавао се широм света, укључујући Велику Британију, Бугарску, Кину, Естонију, Финску, Француску, Немачку, Холандију, Мађарску, Италију, Југославију, Литванију и Норвешку. Имао је веома сложен механизам и био је скуп за производњу, али његова главна предност је била поузданост. Служио је у разним улогама и био је уграђен у тенкове, оклопна борбена возила и авионе, служећи у војним снагама многих нација током Другог светског рата.

### Други бурски рат
Мадсенов пушкомитраљез први пут је употребљен у Другом бурском рату (1899-1902). У то време, још увек није прављена разлика између лаких и тешких митраљеза, а Мадсен је у Британији био познат под именом Рексар, по фирми која га је продавала. Једна британска добровољачка јединица (енгл. Royal North Devon Hussars) набавила је једно оруђе о свом трошку.

### Руско-јапански рат
У руско-јапанском рату (1904-1905), Руси су користили тешке митраљезе Максим и Викерс, али су користили и први лаки митраљез Мадсен. Мадсен, који је првобитно био дизајниран као аутоматска пушка данског официра по имену Јенс Шубе, показала се превише гломазном да би је у тој улози користила руска пешадија, али је прилично добро служила као лаки митраљез. Категорија лаки митраљез није била у потпуности заснована на тежини; такође је било важно како се митраљез користи. Митраљези Максим и Викерс, оба релативно тешка, дизајнирани су за употребу на троношцима или лафетима на точковима. Обично су рани митраљези постављани на положај пре почетка битке како би могли да обезбеде ватру за покривање пешадије. Када би пешадија кренула у напад, митраљези би обично утихнули како не би пуцали на пријатељске трупе док су напредовале. Стога је лаки митраљез, којим су управљали један или два војника, био потребан да се креће заједно са пешадијом која је нападала, пружајући директну ватрену подршку у напредовању. Поред употребе од стране пешадије, Мадсен је такође био ношен на коњу од руске коњице.

### Први светски рат
Док су Савезници на западном фронту покушали да прекину стагнацију рововског рата употребом тенкова, Немци су на источном фронту покушали исто употребом јуришне пешадије, наоружане лаким митраљезима Мадсен, која је нападала изоловане тачке фронта изненада, након кратке артиљеријске припреме. Тако је у септембру 1917. за само 24 сата освојена Рига, која се опирала немачким нападима више од 3 године.

### Трајност и прилагодљивост
Назван по данском министру рата, Мадсен је био трзајно оружје које је у суштини прилагодило блок затварач пушке Мартини-Хенри аутоматској паљби. Иако је механизам са блок затварачем био компликован, оружје је било веома поуздано, па су га из тог разлога производиле и користиле различите војске без већих измена више од 50 година. У различитим периодима током свог радног века, коришћен је као пешадијско оружје, тенковски митраљез и као авионско наоружање — све са једнаким успехом.

## Галерија
- Мадсенов пушкомитраљез (лева страна).
- Мадсенов пушкомитраљез растављен на делове.
- Норвешки војник са Мадсеновим пушкомитраљезом на леђима (1928).
- Мадсенова коњичка полуаутоматска пушка, модел 1899.
- Иста пушка са леве стране.
- Оквир за Мадсенову пушку модел 1899.
- Мадсенов лаки митраљез модел 1893.
- Исти митраљез са леве стране.
- Оквир за лаки митраљез модел 1893.